# Distrito de Ratnapura
Ratnapura (en tamil: இரத்தினபுரி மாவட்டம்) es un distrito de Sri Lanka en la provincia de Sabaragamuwa. Código ISO: LK.RN.
Comprende una superficie de 3 275 km².
El centro administrativo es la ciudad de Ratnapura.
En la ciudad de Ratnapura se ubica la sede de la Diócesis de Ratnapura con la Catedral de San Pedro y San Pablo. La diócesis fue erigida el 2 de noviembre de 1995.

## Demografía
Según estimación 2010 contaba con una población total de 1 125 000 habitantes, de los cuales 557 000 eran mujeres y 568 000 varones.